# Střelkový mys

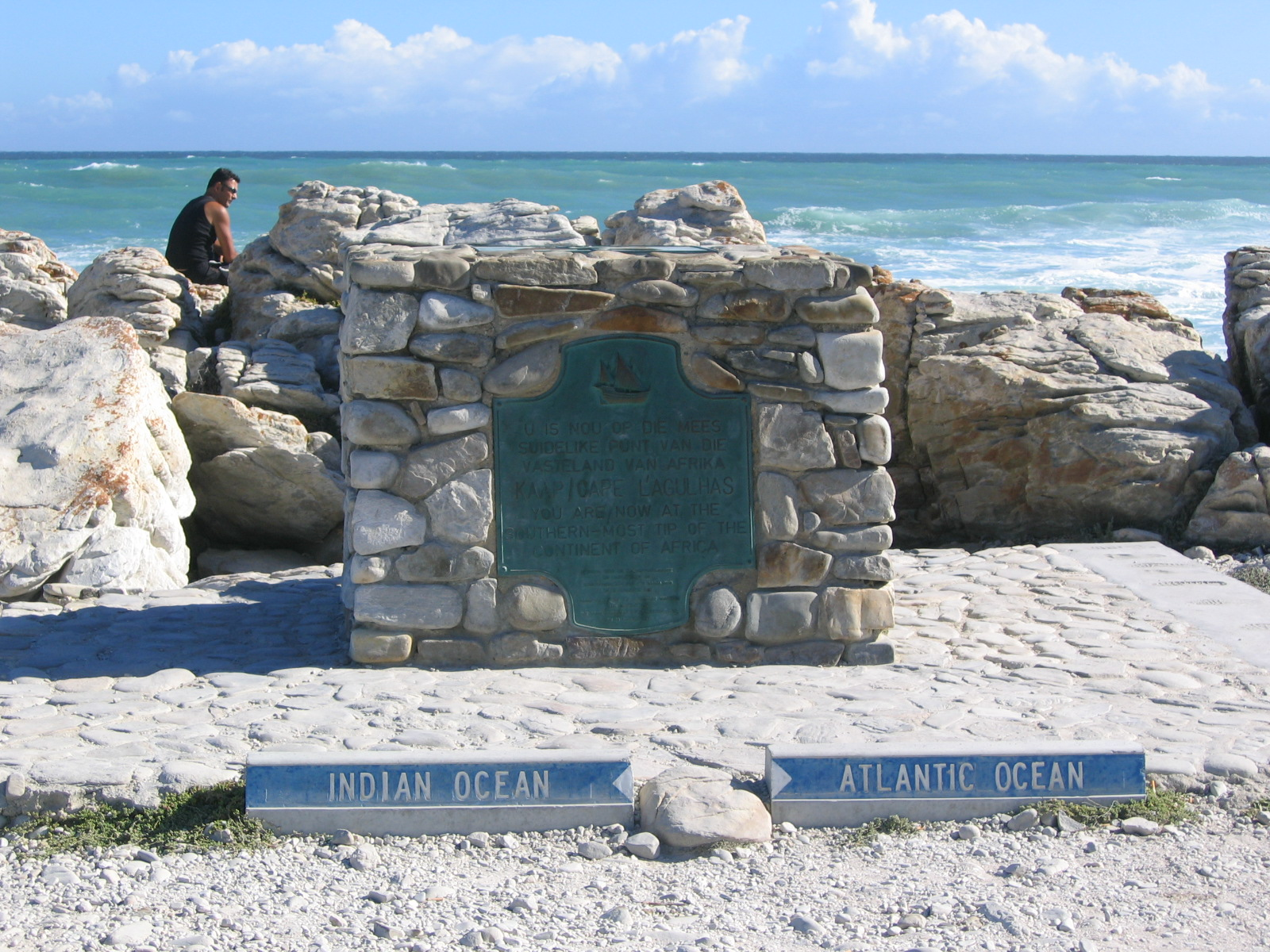
Pamětní deska na nejjižnějším místě Afriky a rozhraní dvou oceánů

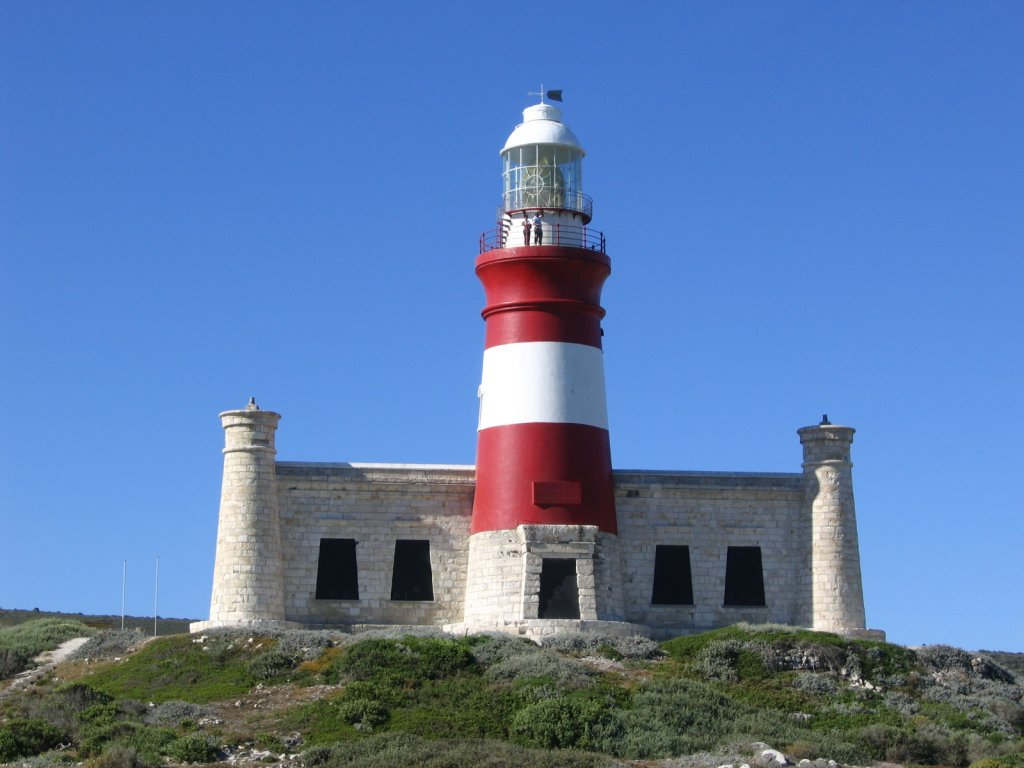
Maják na Střelkovém mysu

Střelkový mys (anglicky Cape Agulhas, afrikánsky Kaap Agulhas) je mys, který je nejjižnějším místem afrického kontinentu (34° 49′ j. š.). Poledník, který jím prochází (téměř přesně 20° 00′ v. d.), představuje jižně od mysu pomyslnou hranici mezi Atlantským a Indickým oceánem.
Nejedná se o jeden výrazný výběžek, ale spíše o skalnatý úsek západokapského pobřeží, vzdálený vzdušnou čarou 170 km jihovýchodně od Kapského Města a 150 km od historicky mnohem známějšího mysu Dobré naděje. Za bouřlivého zimního počasí je sužován mohutnými vlnami, neboť moře v okolí Střelkového mysu patří k nejčastějším místům výskytu tzv. „obřích vln“. 
Stojí zde maják, postavený roku 1848, a je zde umístěna i pamětní deska, připomínající nejjižnější bod Afriky a předěl oceánů. Místo je dostupné po silnici z města Struisbaai. Oblast severozápadně od mysu je od 1. března 1999 chráněna jako Národní park Agulhas. Hlavním důvodem ochrany je výskyt mnoha endemických druhů rostlin.
Od Střelkového mysu se směrem k Antarktidě ještě 250 km táhne kontinentální šelf, na němž hloubka oceánu dosahuje stěží 100 m. Samotná Antarktida je od mysu vzdálena asi 3850 km. Kolem pobřeží probíhá od severovýchodu k jihozápadu (z Indického do Atlantského oceánu) teplý proud Střelkového mysu, který se pak u mysu Dobré naděje střetává se studeným proudem Benguelským. Zdejší vody jsou bohatým lovištěm ryb.
Jméno dali mysu Portugalci kolem roku 1500, a to Cabo das Agulhas, tedy „mys jehly/střelky“. V době objevu se směr magnetického pólu shodoval se zeměpisným severem v tomto regionu, a střelka kompasu ukazovala přesně na sever.

## Ostatní krajní body afrického kontinentu
- Mys Angela – nejsevernější
- Zelený mys – nejzápadnější
- Hafun – nejvýchodnější